# Póvoa de Cervães
Póvoa de Cervães ist ein Ort und eine ehemalige Gemeinde (Freguesia) im portugiesischen Kreis Mangualde. Die Gemeinde hatte 188 Einwohner (Stand 30. Juni 2011).
Am 29. September 2013 wurden die Gemeinden Póvoa de Cervães und Santiago de Cassurrães zur neuen Gemeinde União das Freguesias de Santiago de Cassurrães e Póvoa de Cervães zusammengeschlossen.